# Checchiaites
Checchiaites es un género de foraminífero bentónico normalmente considerado un subgénero de Flosculina, es decir, Flosculina (Checchiaites) de la familia Alveolinidae, de la superfamilia Alveolinoidea, del suborden Miliolina y del orden Miliolida. Fue considerado como nomen nudum, pero posteriormente se propuso como especie tipo a Flosculina daunica. Su rango cronoestratigráfico abarca el Luteciense (Eoceno medio).

## Clasificación
Checchiaites incluye a la siguiente especie:
- Checchiaites daunica †, también considerado como Flosculina (Checchiaites) daunica †